# Let Love In
Let Love In je osmé studiové album rockové skupiny Nick Cave and the Bad Seeds, vydané v dubnu 1994 prostřednictvím vydavatelství Mute Records. Jeho nahrávání probíhalo od září do října předcházejícího roku a producentem byl Tony Cohen.

## Seznam skladeb
| Pořadí | Název                    | Hudba                            | Text      | Délka |
| ------ | ------------------------ | -------------------------------- | --------- | ----- |
| 1.     | Do You Love Me?          | Nick Cave, Martyn P. Casey       | Nick Cave | 5:56  |
| 2.     | Nobody's Baby Now        | Cave                             | Cave      | 3:52  |
| 3.     | Loverman                 | Cave                             | Cave      | 6:21  |
| 4.     | Jangling Jack            | Cave                             | Cave      | 2:47  |
| 5.     | Red Right Hand           | Cave, Mick Harvey, Thomas Wydler | Cave      | 6:10  |
| 6.     | I Let Love In            | Cave                             | Cave      | 4:14  |
| 7.     | Thirsty Dog              | Cave                             | Cave      | 3:48  |
| 8.     | Ain't Gonna Rain Anymore | Cave                             | Cave      | 3:46  |
| 9.     | Lay Me Low               | Cave                             | Cave      | 5:08  |
| 10.    | Do You Love Me? (Part 2) | Cave, Casey                      | Cave      | 6:12  |

## Obsazení
Nick Cave and the Bad Seeds
- Nick Cave – zpěv, varhany, klavír, zvony, doprovodné vokály
- Blixa Bargeld – kytara, doprovodné vokály
- Martyn P. Casey – baskytara
- Mick Harvey – kytara, varhany, bicí, zvony, tamburína, doprovodné vokály, aranžmá smyčců
- Conway Savage – klavír, doprovodné vokály
- Thomas Wydler – bicí, tamburína, tympány, triangl, perkuse

Ostatní hudebníci
- Robin Casinader – housle
- Warren Ellis – housle
- Tex Perkins – doprovodné vokály
- Rowland S. Howard – doprovodné vokály
- Mick Geyer – doprovodné vokály
- Nick Seferi – doprovodné vokály
- Spencer P. Jones – doprovodné vokály
- David McComb – doprovodné vokály
- Donna McEvitt – doprovodné vokály
- Katharine Blake – doprovodné vokály